# Anne Dell
Anne Dell (* 11. September 1950 in Perth) ist eine australische Chemikerin (Chemie und Biochemie von Kohlenhydraten, Glykobiologie) und Hochschullehrerin am Imperial College London.
Anne Dell wuchs auf einer Farm im australischen Outback auf und wurde von ihrer Mutter über eine Korrespondenzschule unterrichtet. Sie studierte organische Chemie an der University of Western Australia mit dem Bachelor-Abschluss (First Class Honors Degree) und ging mit einer 1851 Exhibition Scholarship an die Universität Cambridge, an der sie 1975 bei Howard R. Morris promoviert wurde (Peptide and protein sequencing by mass spectrometry). Danach folgte sie Morris an das Imperial College London, wo sie Professorin wurde. Dort ist sie Leiterin der Abteilung Biowissenschaften (Life Sciences) und gründete die Forschungseinheit GlycoTRIC für Anwendung von Glykobiologie in der Medizin.
Sie entwickelte Kernspinresonanzspektroskopie-Methoden (NMR) und Massenspektrometrie-Methoden weiter, so dass sie die komplizierten Strukturen von Kohlenhydraten in der Glykobiologie besser und detaillierter aufschlüsseln. Glykoproteine und Glykolipide bilden als Bestandteile der Zellmembran eine wichtige Rolle zum Beispiel im Immunsystem.
Sie zeigte 2017 mit Kollegen, dass O-Glykosylierung im natürlichen Replikationszyklus von HIV nicht notwendig ist, wird aber durch viele natürlich vorkommende GalNAc-Transferasen gefördert.
1986 erhielt sie die Tate and Lyle Medal der Royal Society of Chemistry (RCS), 2000 den Whistler Award der International Carbohydrate Organisation und 2005 den International Glycoconjugate Organization Award. 2003 hielt sie die Haworth Memorial Lecture. Sie ist Fellow der Royal Society (2002) und der Academy of Medical Sciences (2008) und CBE (2009). Sie ist Mitglied der European Academy of Sciences (2004) und Fellow der RCS (2003). 2011 war sie Präsidentin der Society of Glycobiology.

## Schriften (Auswahl)
- mit H. R. Morris u. a.: Structural Analysis of Oligosaccharides: FAB-MS, ES-MS and MALDI-MS, in: B. Ernst, P. Sinay, G. Hart, Wiley-VCH, 2000, S.  915–945
- mit S. J. North u. a.: Mouse and Human Glycomics, in: Pierce Cummings (Hrsg.), Handbook of glycomics, Academic Press, 2009
- mit S. M. Haslam u. a.: Mass spectrometric analyses of cell and tissue glycomes, in: Glycoscience: Biology and Medicine, 2015, S. 69–77
- mit B. Mulloy u. a.: Structural Analysis of Glycans, in: A. Varki, R. Cummings, u. a. (Hrsg.):  Essentials of Glycobiology, Cold Spring Harbor Laboratory Press, 3. Auflage 2015.